# Ein Schüler aus Mansfeld – Die Jugendjahre Martin Luthers
Ein Schüler aus Mansfeld – Die Jugendjahre Martin Luthers ist ein in der DDR gedrehter Dokumentarfilm aus dem Jahr 1983, der zum 500. Geburtstag Martin Luthers unter der Regie von Heide Gauert entstand.

## Inhalt
Der Film widmet sich den Jugendjahren Martin Luthers. Er versucht die Frage zu beantworten, in welcher Weise Martin Luther, der seine Zeit entscheidend prägte, von seiner Zeit geformt wurde. Die Stätten seines Bildungsweges, die in Eisleben, Mansfeld, Eisenach und Erfurt liegen, sowie historische Dokumente werden gezeigt und veranschaulichen Martin Luthers Leben.

## Hintergrund
Zum 500. Geburtstag Martin Luthers im Jahr 1983 produzierte die DEFA im Jahr 1981 im Auftrag des Fernsehens der DDR eine Trilogie von Dokumentarfilmen über das Leben Martin Luthers. Der Film Ein Schüler aus Mansfeld – Die Jugendjahre Martin Luthers stellt den ersten Teil dieser lockeren Serie dar. Eberhard Mellies und Kurt Böwe sind die Sprecher des Films. Die Fachberatung übernahm Dr. Gerhard Brendler. Der zweite Teil der lockeren Serie hat den Titel Der die Zeit beim Worte nahm – Martin Luther auf der Wartburg. Der dritte Teil hat den Titel Bürger Luther – Wittenberg 1508–1546. 
Ein Schüler aus Mansfeld – Die Jugendjahre Martin Luthers wurde am 31. August 1983 um 20.40 Uhr auf DDR-DFF II ausgestrahlt. 
Die FWU ließ die drei Filme umarbeiten und dabei stark kürzen. 1991 veröffentlichte sie diese neuentstandene vierteilige Fassung als eine Unterrichtsreihe zum Leben Martin Luthers auf VHS-Videokassetten. Wie schon die ursprüngliche Fassung erhielt die vierteilige Reihe keinen Serientitel. Die einzelnen Titel der Reihe lauten: Schüler Luther aus Mansfeld, Der Beginn der Reformation in Wittenberg, Martin Luther auf der Wartburg und Bürger Luther in Wittenberg. Jeder Teil hat eine Spielzeit von ungefähr 15 Minuten. Die vierteilige Fassung besitzt im Gegensatz zur ursprünglichen Fassung nur einen Sprecher für die Kommentare. Auf dem Cover der Videokassetten wird der Sekundarbereich I (Hauptschule, Realschule, Gymnasium wie auch die Integrierte Gesamtschule ab dem 7. Schuljahr), der Sekundarbereich II und die Weiterbildung als Adressaten genannt. Den einzelnen Videokassetten ist ein Begleittext beigefügt, in dem Lernziele und weitere Angaben für Lehrer zu finden sind.